# Utva-66
Utva-66 je zrakoplov s četiri sjedišta, visokokrilac, koji je proizvođen u bivšoj Jugoslaviji. Razvijan je na prijašnjoj inačici Utva-60 a prvi let je bio 1966. godine.

## Opis
Avion je bio predviđen za slijetanje na nepripremljene terene a njegovim STOL osobinama doprinosili su ugrađena predkrilca i zakrilca. Pilotska kabina opremljena je s duplim komandama leta. Micanjem prednjeg desnog i zadnjih sjedišta (ambulantna inačica) u avion su se mogla smjestiti dvoja nosila s ozlijeđenim osobama. Umjesto plovaka za slijetanje na vodu, na podvozje su se mogle montirati skije. Izrađeno je oko 130 Utva-66 zrakoplova. Posljednji zrakoplovi su povučeni iz vojne službe 1999.

## Inačice
- Utva 66 – osnovna inačica
- Utva 66AM – ambulantna inačica
- Utva 66H – hidroavion
- Utva 66V – vojna inačica
- UTVA 60AG - inačica za radove u poljoprivredi

## Tehničke karakteristike
Osnovne karakteristike
- dužina: 8,38 m
- raspon krila: 11,4 m
- površina krila: 18,8 m2
- visina: 3,20 m

Letne karakteristike
- najveća brzina: 230 km/h
- dolet: 750 km
- motor: Lycoming GSO-480-B1J6